# Государственный монетный двор Баден-Вюртемберга в Карлсруэ
Государственный монетный двор Баден-Вюртемберга в Карлсруэ (официальное название Staatliche Münze Baden-Württemberg Standort Karlsruhe), ранее Государственный монетный двор Карлсруэ (Staatliche Münze Karlsruhe) — самый маленький монетный двор Германии со штаб-квартирой в городе Карлсруэ.
Предшественник сегодняшнего монетного двора был построен в здании, находящегося поблизости Дворца Карлсруэ в 1732 году. Два года спустя он переехал в город Дурлах, теперь являющийся самым большим городским районом в составе города Карлсруэ.
Монетный двор получил важное значение в эпоху Великого герцогства Баден (1806—1871). В 1816 году было принято решение о строительстве нового здания, которое было торжественно открыто в 1827 году, который является официальным годом основания двора. После присоединения Бадена к Германской империи в 1871 году монетный двор продолжил чеканить монеты, теперь уже — общеимперского образца, помечая их литерой «G».
В 1970-х годах произошёл «монетный скандал в Карлсруэ» (нем. Der Karlsruher Münzskandal), когда тогдашний директор монетного двора был обвинён в изготовлении копий редких 50-пфенниговых монет. Участники скандала были осуждены только за мошенничество и кражу монетного металла, получив условные сроки.
В 1998 году произошло слияние монетных дворов Штутгарта и Карлсруэ. Объединённое предприятие стало называться «Государственным монетным двором Баден-Вюртемберга».
Сегодняшний Государственный монетный двор Баден-Вюртемберга в Карлсруэ является одним из пяти государственных монетных дворов в Германии. Остальные четыре расположены в Берлине, Гамбурге, Мюнхене и Штутгарте.